# Yvette (fiume)
L'Yvette /iˈvɛt/ è un fiume francese, affluente dell'Orge e quindi subaffluente della Senna, che nasce a Lévis-Saint-Nom, scorre nella valle di Chevreuse e attraversa i dipartimenti di Yvelines e dell'Essonne, nella regione dell'Île-de-France.

## Geografia

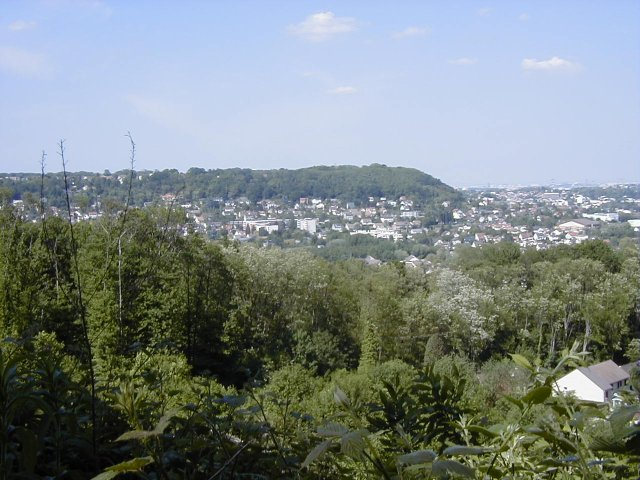
La valle dell'Yvette, a livello di Villebon.

Il fiume dà il suo nome a molti comuni dell'Yvelines e del nord-ovest dell'Essonne : Yvette a Lévis-Saint-Nom, Maincourt-sur-Yvette (unito nel 1974 a Dampierre che prese allora il nome di Dampierre-en-Yvelines), Gif-sur-Yvette, Bures-sur-Yvette e Villebon-sur-Yvette.
Lungo 39.3 chilometri, la portata media annua effettuata presso la stazione di Villebon-sur-Yvette è di 1,34 m³/s, tuttavia essa varia notevolmente nel corso dell'anno: elevata in inverno, è molto più debole in estate a causa dell'evaporazione dell'acqua.
La qualità dell'acqua è in corso di miglioramento grazie all'impulso dato dal Parco naturale regionale dell'Alta valle di Chevreuse.
Importanti bacini di contenimento sono installati a Saint-Forget, Chevreuse, Gif-sur-Yvette (bacino di Coupières), Bures-sur-Yvette, Villebon-sur-Yvette (bacino del mulino della Planche) e a Saulx-les-Chartreux, in modo da limitare le conseguenze delle piene. Un settimo bacino è situato sulla Mérantaise a Gif-sur-Yvette. In tutto i bacini totalizzano una capacità di 1 750 000 m³.

### Dipartimenti e comuni attraversati

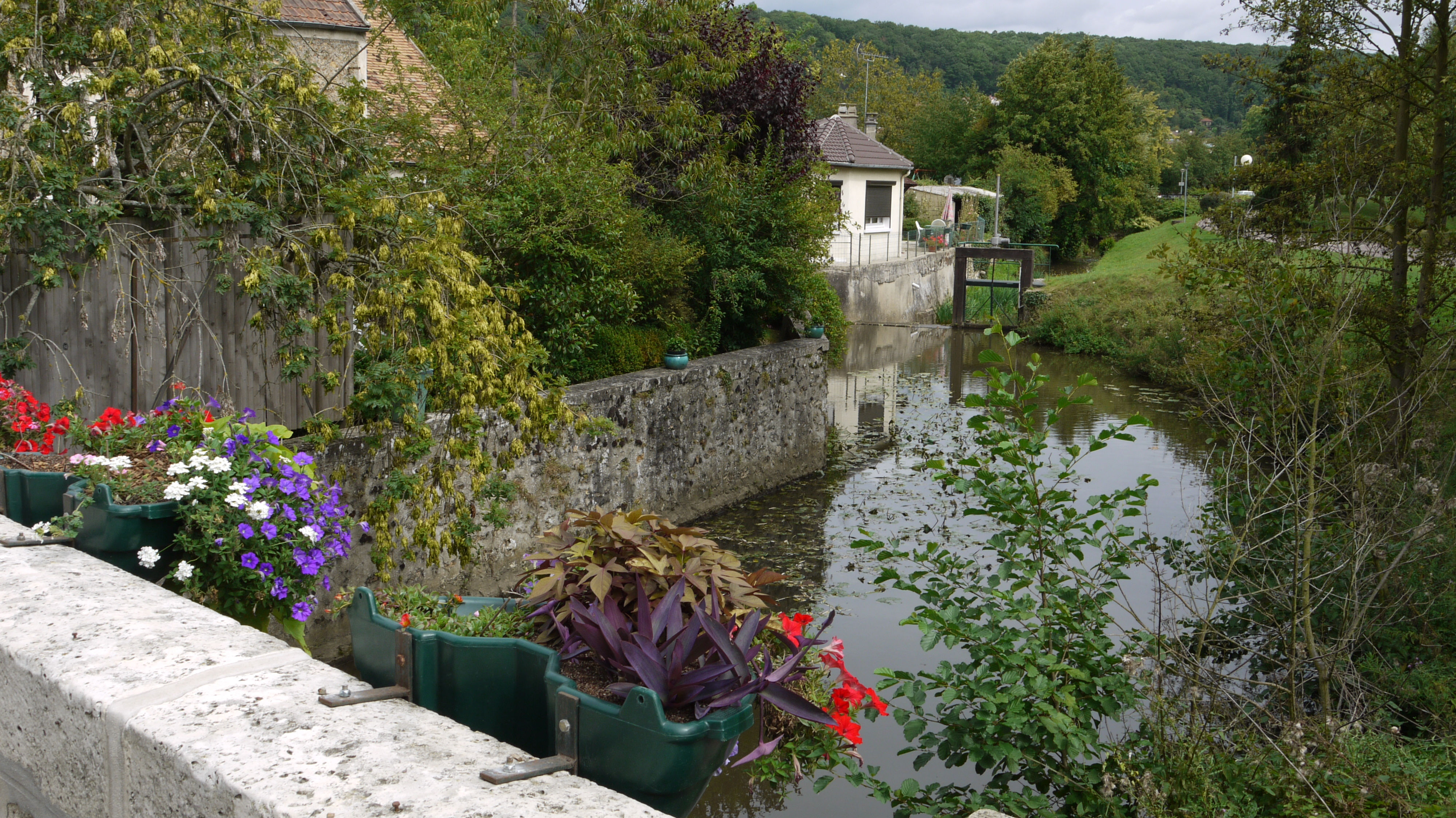
L'Yvette a Chevreuse.

L'Yvette attraversa quindici comuni.

Nell'Yvelines:
- Lévis-Saint-Nom, Dampierre-en-Yvelines, Saint-Forget, Chevreuse, Saint-Rémy-lès-Chevreuse.

Nell'Essonne:
- Gif-sur-Yvette, Bures-sur-Yvette, Orsay, Villebon-sur-Yvette, Palaiseau, Champlan, Saulx-les-Chartreux, Longjumeau, Chilly-Mazarin, Épinay-sur-Orge, Savigny-sur-Orge.

### Bacino versante
Il suo bacino versante ricopre una superficie di 286 chilometri quadri.

## Affluenti
L'Yvette ha dieci affluenti per una lunghezza totale di 105 km.
- alla sinistra orografica: il Ru du Pommeret, il Rhodon, la Mérantaise
- alla destra orografica: il Ru des Vaux de Cernay e il Rouillon de Valence, il Ru d'Écosse Bouton, il torrente di Montabe, il Vaularon, il torrente Paradis, lo Rouillon

## Piene
Il fiume è soggetto a piene piuttosto forti.
Le più importanti sono avvenute negli anni 1966, 1978, 1981 e nell'anno delle esondazioni europee (2016).
Nel 1966 alcune case di Longjumeau sono state sommerse da alcuni metri d'acqua.
Il 20 marzo 1978 la portata dell'Yvette ha avuto due picchi, il primo di 13 m³/s e il secondo di 26 m³/s. 123 ettari sono stati inondati nonostante la presenza di bacini di contenimento. Di conseguenza il fiume è stato "ricalibrato" (allargamento e ribassamento del letto, regolarizzazione delle pendenze) e curato e sono stati costruiti nuovi bacini di contenimento. Queste misure non hanno tuttavia impedito le inondazioni del 1981, provocate da piogge eccezionali.
Più recentemente si sono avute inondazioni nel 1991, durante la tempesta del 1999, poi nel 2000, nel 2001 e nel 2007.
Il 29 aprile 2007 temporali locali hanno provocato una brusca risalita delle acque, in particolare a livello della Mérantaise. Alla stazione di Villebon l'altezza misurata è passata in poche ore da 31 cm (alle ore 13) a 2,06 m (alle ore 5 del giorno dopo). Quanto alla portata, essa è passata, nel medesimo intervallo di tempo, da 1 m³/s a 15 m³/s. Il centro di Gif-sur-Yvette ne è stato seriamente colpito. Questo valore di 15 m³/s non corrisponde che alla portata di un'inondazione decennale e un tale episodio è dunque destinato a ripetersi mediamente ogni dieci anni.
Il 31 maggio 2016 l'Yvette è uscita dal suo alveo e ha inondato la zona bassa di Chevreuse. Si è avuto fino ad 1 m d'acqua sul parcheggio in fondo alla valle e il piccolo lago del parco si è ingrandito fino ai piedi delle panche pubbliche. Il fiume ha parimenti inondato la zona bassa di Saint-Rémy-lès-Chevreuse e a Gif-sur-Yvette la parte bassa del centro cittadino (mercato, parco del municipio) e altre zone vicine all'Yvette. Esso ha oltre inondato una ventina di abitazioni e Palaiseau. Il centro-città e alcune vie del quartiere dei fiori di Longjumeau hanno avuto fino a 1,5 m d'acqua.

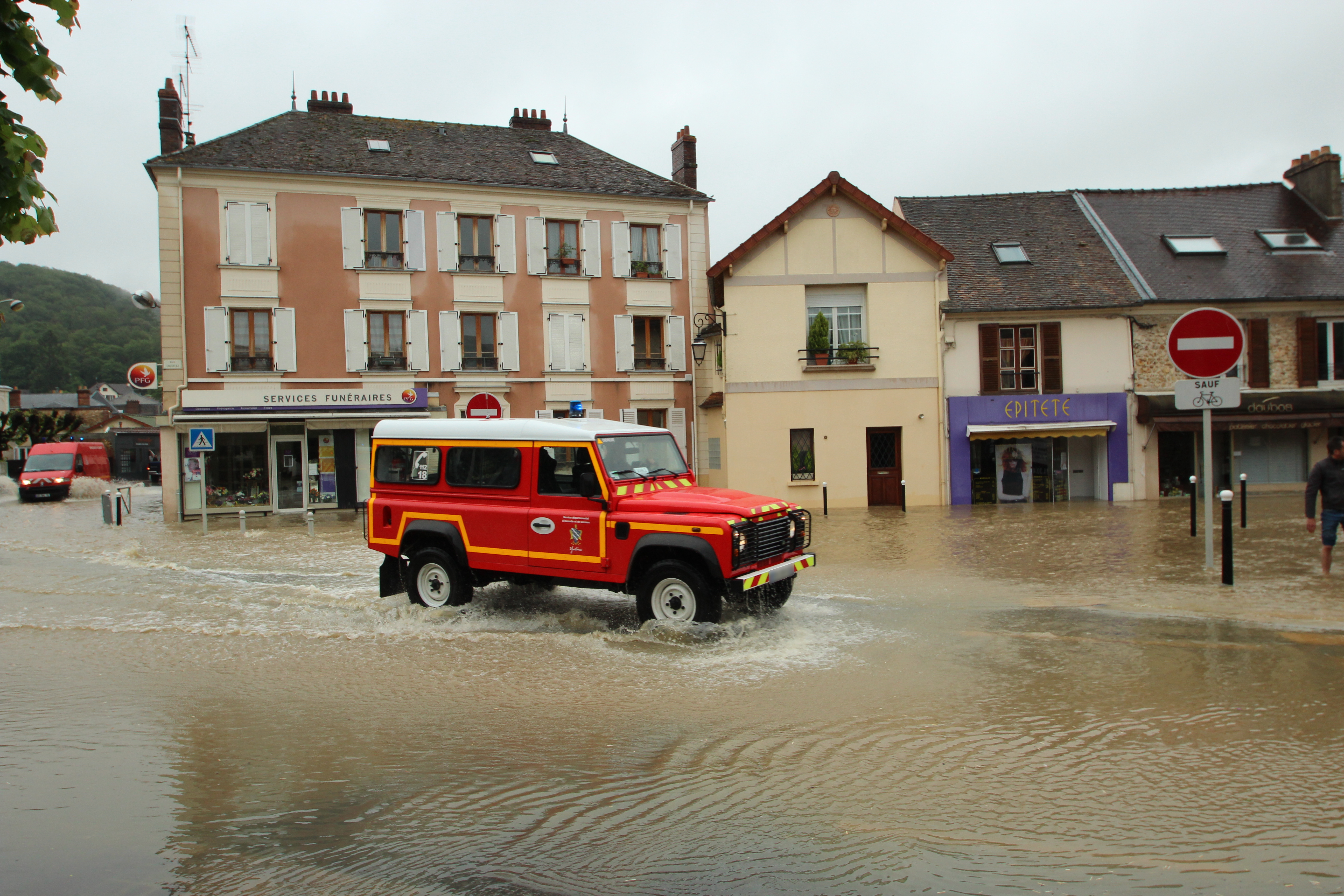
Rue de la République a Saint-Rémy-lès-Chevreuse il 31 maggio 2016.
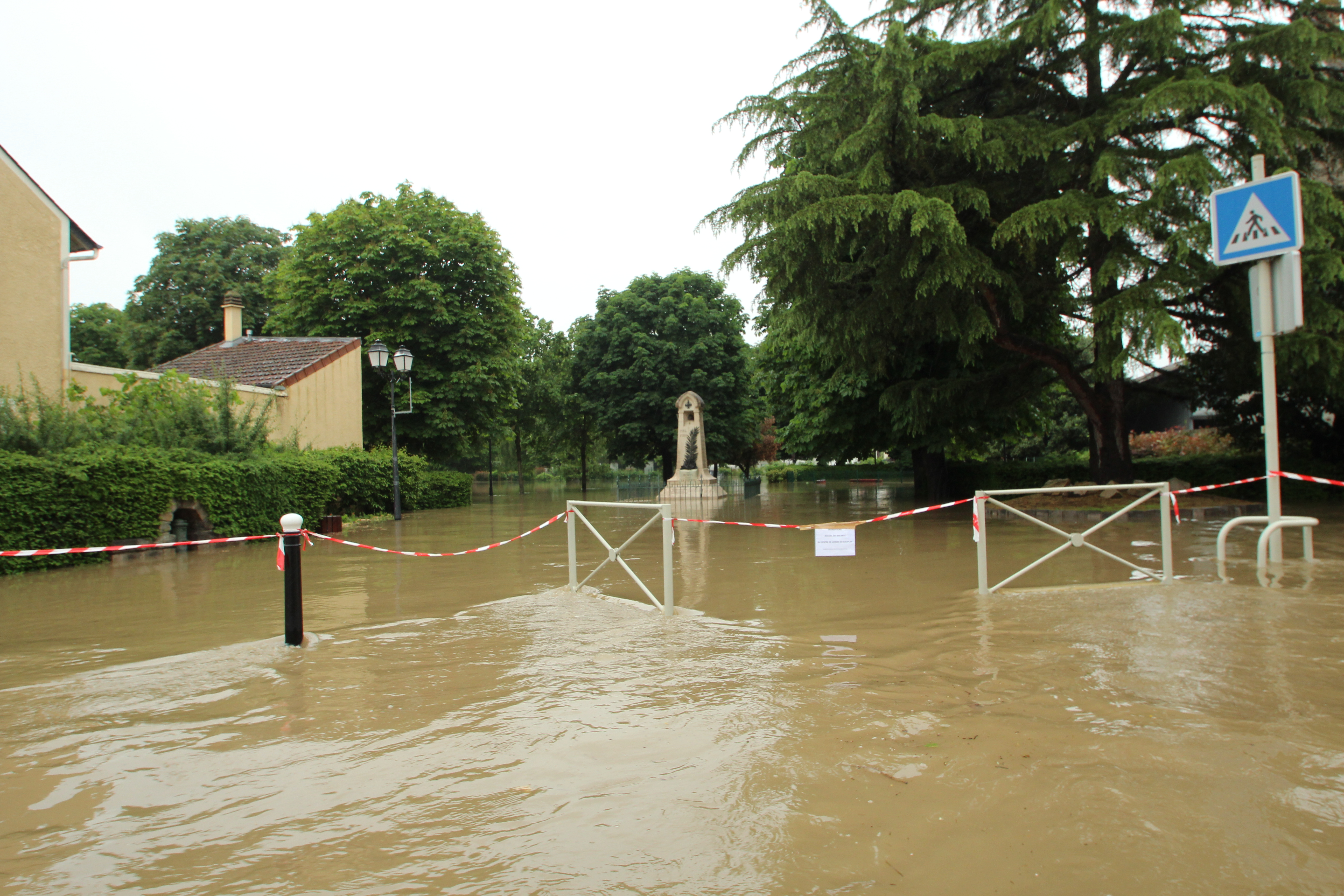
Il giardino pubblico e il monumento ai caduti di Saint-Rémy-lès-Chevreuse il 31 maggio 2016.
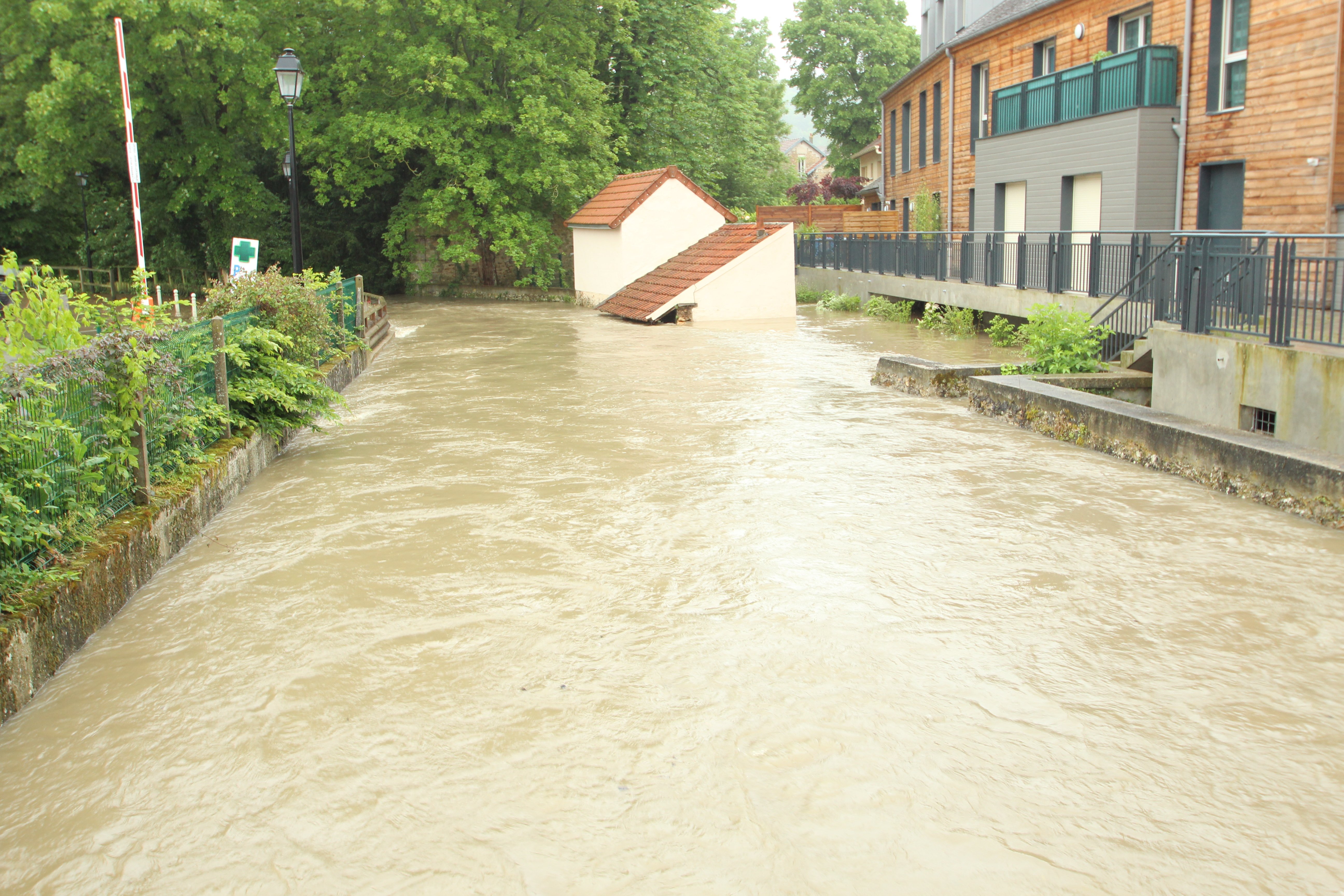
L'Yvette a Saint-Rémy-lès-Chevreuse il 31 maggio 2016.
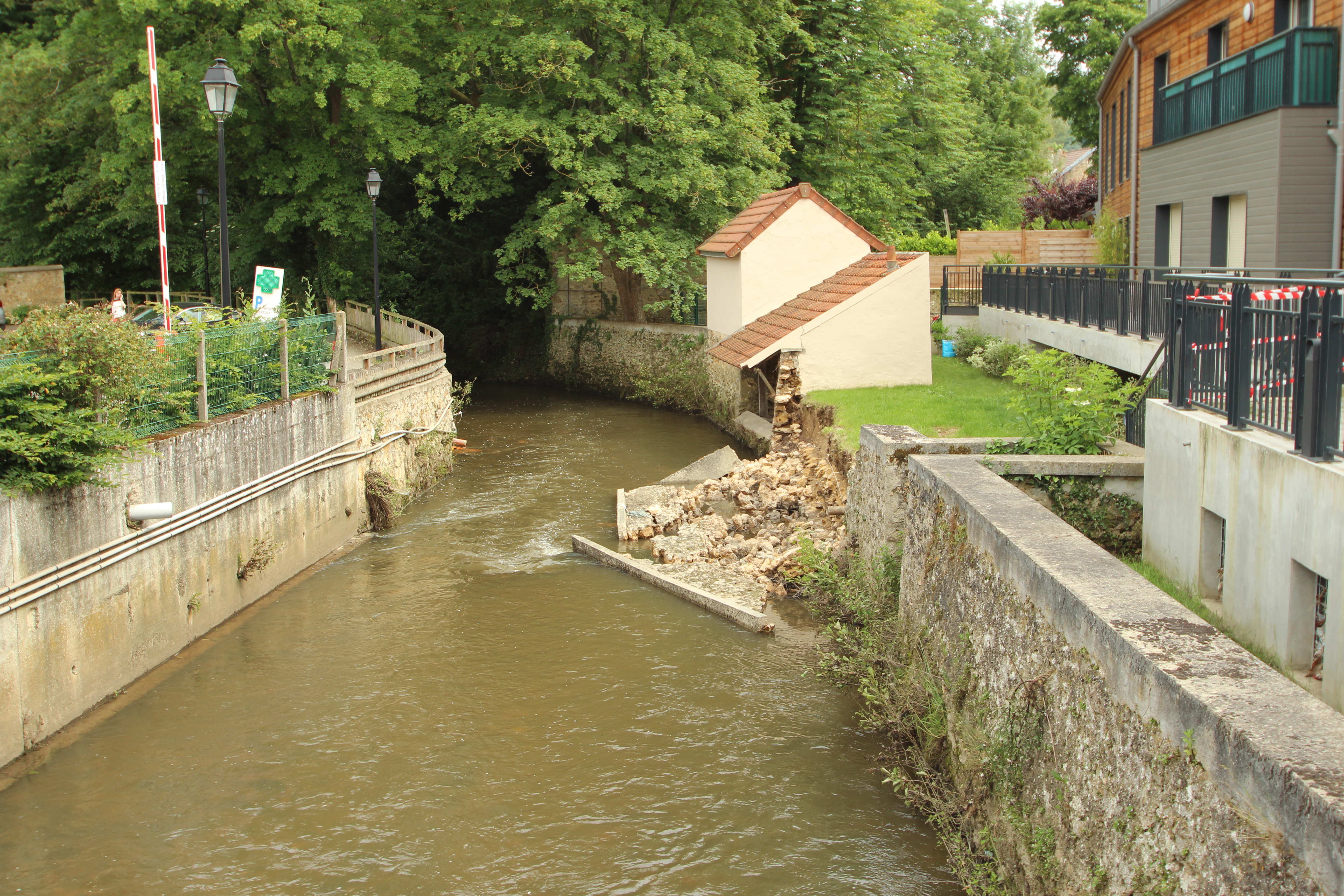
L'Yvette à Saint-Rémy-lès-Chevreuse 10 giorni dopo la piena del 31 maggio 2016.
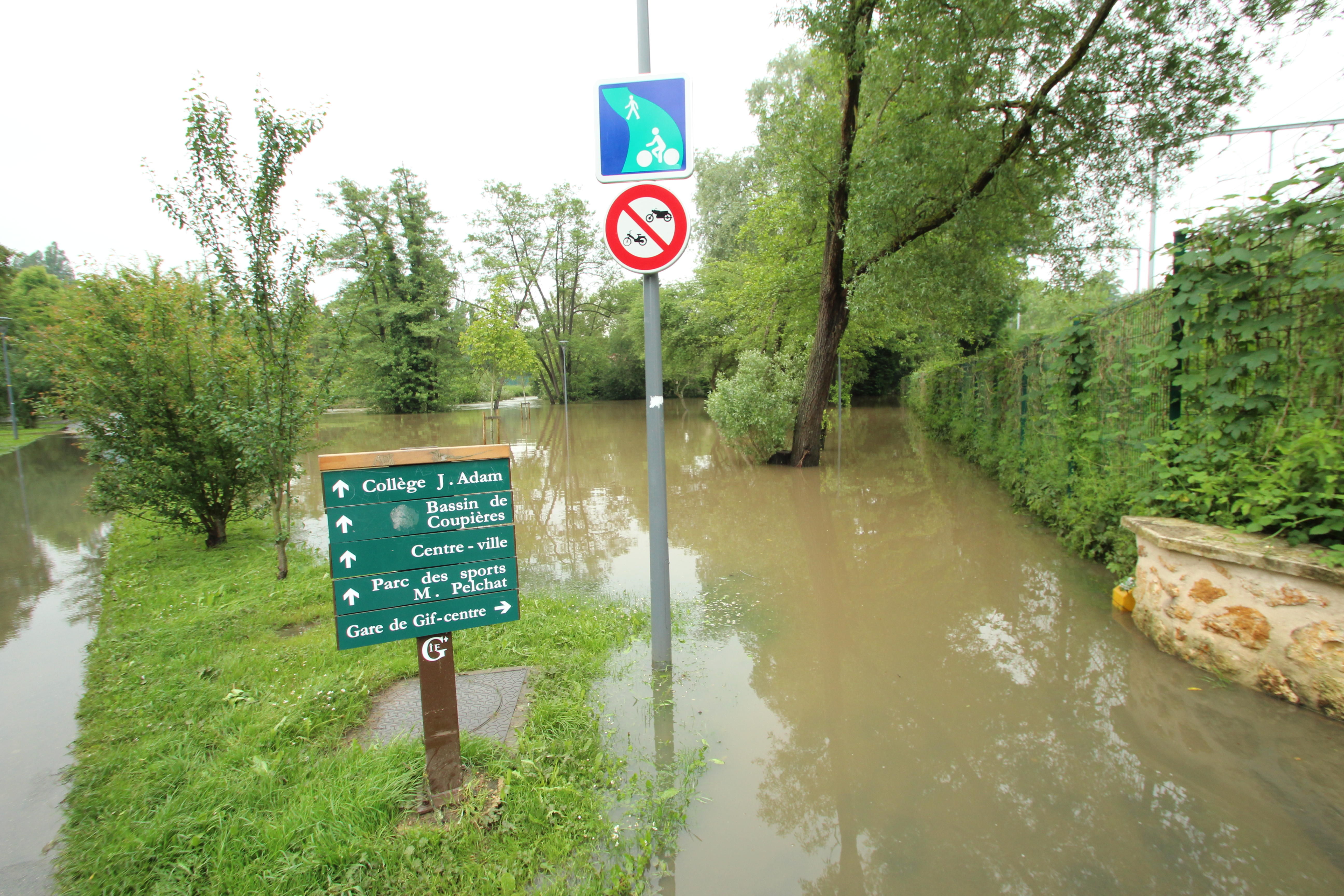
lL'Yvette a Gif-sur-Yvette il 1º giugno 2016
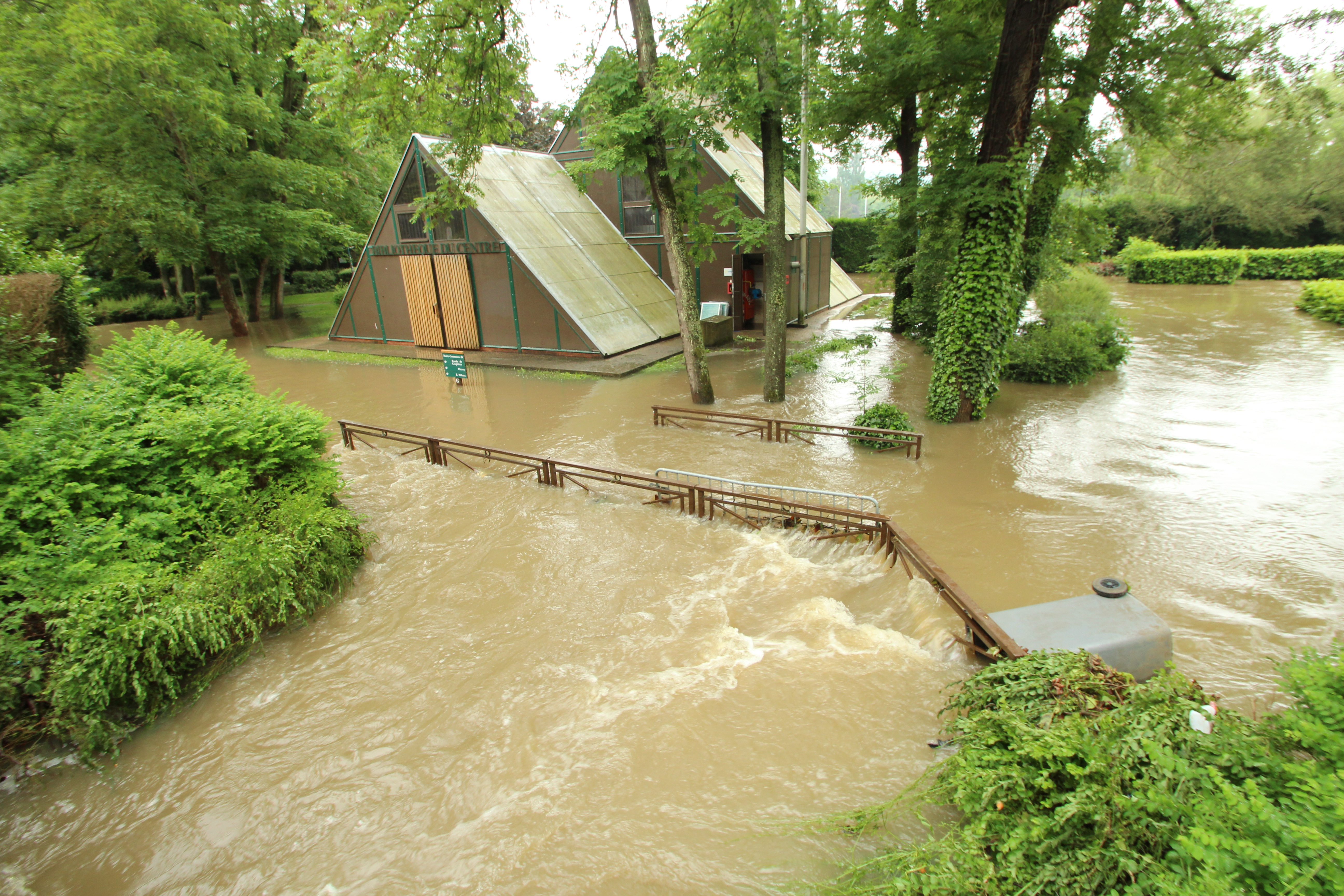
L'Yvette à Gif-sur-Yvette il 1º giugno 2016

## Ambiente naturale
Nonostante una qualità dell'acqua relativamente cattiva, il biotopo dell'Yvette è ricco di specie varie. La flora raggruppa quindici specie vegetali, tra cui quelle caratteristiche del dipartimento, il crescione d'acqua, la veronica beccabunga e la menta acquatica, alle quali si aggiungono l'epilobio maggiore, la tifa, la salcerella, la stregona palustre, i carex, la lysimachia vulgaris, le sagittarie, il giaggiolo acquatico, il rumex hydrolapathum, il biodo e la canapa acquatica..
La fauna è anche ricca con la presenza continua del beccaccino, del germano reale, del gheppio comune, della folaga comune e dell'airone cenerino. Le specie ittiche sono altrettanto varie con l'habitat di tinche, di gobioni, di rutili, di cavedani, di lucci, di lucioperche e di pesci persico.